# Occidryas colonia
Occidryas colonia är en fjärilsart som beskrevs av Wright 1906. Occidryas colonia ingår i släktet Occidryas och familjen praktfjärilar. Inga underarter finns listade i Catalogue of Life.